# Larysa Krauseová
Ewa Larysa Krause, (4. leden 1975 Koszalin – 12. leden 1997 Čenstochová, Polsko) byla reprezentantka Polska v judu. Začátkem roku 1997 zahynula při autonehodě.

## Sportovní kariéra
S judem začala ve 13 letech v rodném městě. V roce 1996 se účastnila olympijských her v Atlantě a k zisku medaile jí scházelo více štěstí v semifinále proti Francouzce Restouxové. Následný souboj o bronzovou medaili nezvládla a obsadilo 5. místo. Dalšího velkého turnaje se již nedožila. Zahynula v lednu 1997 při dopravní nehodě nedaleko Čenstochové. Bylo jí čerstvě 22 let.

## Výsledky
| Turnaj             | 1991           | 1992           | 1993           | 1994           | 1995           | 1996           |
| Turnaj             | 16             | 17             | 18             | 19             | 20             | 21             |
| Turnaj             | pololehká váha | pololehká váha | pololehká váha | pololehká váha | pololehká váha | pololehká váha |
| ------------------ | -------------- | -------------- | -------------- | -------------- | -------------- | -------------- |
| Olympijské hry     |                | —              |                |                |                | 5.             |
| Mistrovství světa  | —              |                | —              |                | úč.            |                |
| Mistrovství Evropy | —              | —              | 7.             | 1.             | 3.             | 5.             |
| ME juniorů         | 2.             | 1.             | 5.             |                |                |                |